# Western Conference (NBA)
De Western Conference is naast de Eastern Conference een van de twee conferences in de NBA. Er zijn 30 teams die deelnemen aan de NBA, deze zijn opgesplitst in 15 per conference en vervolgens in 5 per divisie. Tot het seizoen 2003/2004 waren er per conference maar 2 divisies met 7 of 8 teams.

## Playoff-Modus
De 3 divisie kampioenen + de 5 beste overige teams plaatsen zich voor de Western Conference Playoffs.